# الأسلوب الحكائي
الأسلوب الحكائي هو أن تتخذ وسيلة الإعلام طريق الحكاية، وهي رواية راوي القصة لحدث أو سلسلة من الأحداث تؤدي إلى الانتقال من حالة أولية إلى حالة أو نتيجة لاحقة.